# Musikjahr 1898
Liste der Musikjahre

◄◄ | ◄ | 1894 | 1895 | 1896 | 1897 | Musikjahr 1898 | 1899 | 1900 | 1901 | 1902 | ► | ►►

Weitere Ereignisse
Dieser Artikel behandelt das Musikjahr 1898.

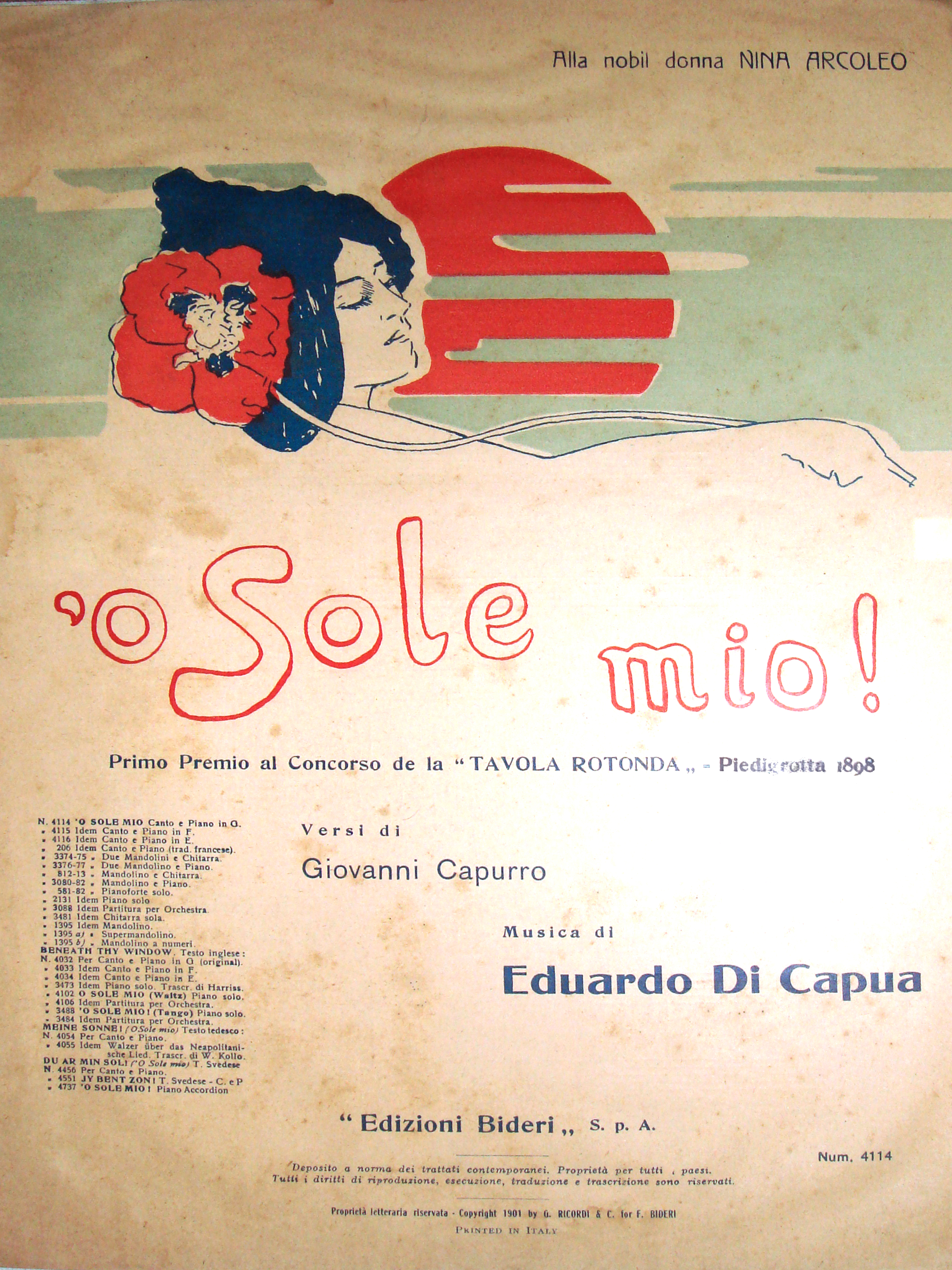
’O sole mio – Titelseite der Originalpartitur

## Ereignisse
- 00. April: Der neapolitanische Musiker und Komponist Eduardo Di Capua schreibt das Lied ’O sole mio.
- 29. Mai: Das erste Denkmal für den 1896 verstorbenen Komponisten Anton Bruckner wird in Steyr enthüllt.
- 19. September: In Stockholm wird nach rund sechsjähriger Bauzeit in Anwesenheit von König Oskar II. die im neoklassizistischen Stil von Axel Anderberg neu errichtete Königliche Oper eröffnet. Gespielt wird Adolf Fredrik Lindblads Oper Frondörerna (Die Rebellen).
- 06. Dezember: Josef und Emil Berliner gründen in Hannover die Deutsche Grammophon Gesellschaft.
- 14. Dezember: Die Volksoper Wien wird anlässlich des 50-jährigen Thronjubiläums von Franz Joseph I. unter dem Namen Kaiser-Jubiläums-Stadttheater eröffnet. Der Kaiser bleibt der Eröffnung wegen der Ermordung seiner Gattin jedoch fern.

## Vokal - und Instrumentalmusik (Auswahl)
- Johann Strauss (Sohn): Auf’s Korn (Marsch) op. 478; Kaiser-Franz-Joseph-Jubiläums-Marsch zum 50. Thronjubiläum des Kaisers komponiert
- August Klughardt: Festouvertüre zur hundertjährigen Jubelfeier des Hoftheaters in Dessau Es-Dur op. 78
- Charles-Marie Widor: Introduction et rondo B-Dur op. 72 für Klarinette und Klavier
- Giuseppe Verdi: Quattro pezzi sacri Uraufführung 1898. Dabei handelt es sich um Verdis letzte größere Komposition.
- Jean Sibelius: King Kristian (König Christian), Suite aus der Bühnenmusik für Orchester op. 27
- Richard Strauss: Fünf Lieder, op. 39
- Richard Strauss: Ein Heldenleben sinfonische Dichtung 1898 vollendet, 1899 uraufgeführt

## Musiktheater
- 05. Januar: Am Theater an der Wien in Wien erfolgt die Uraufführung der Wiener Operette Der Opernball von Richard Heuberger mit dem Libretto von Victor Léon.

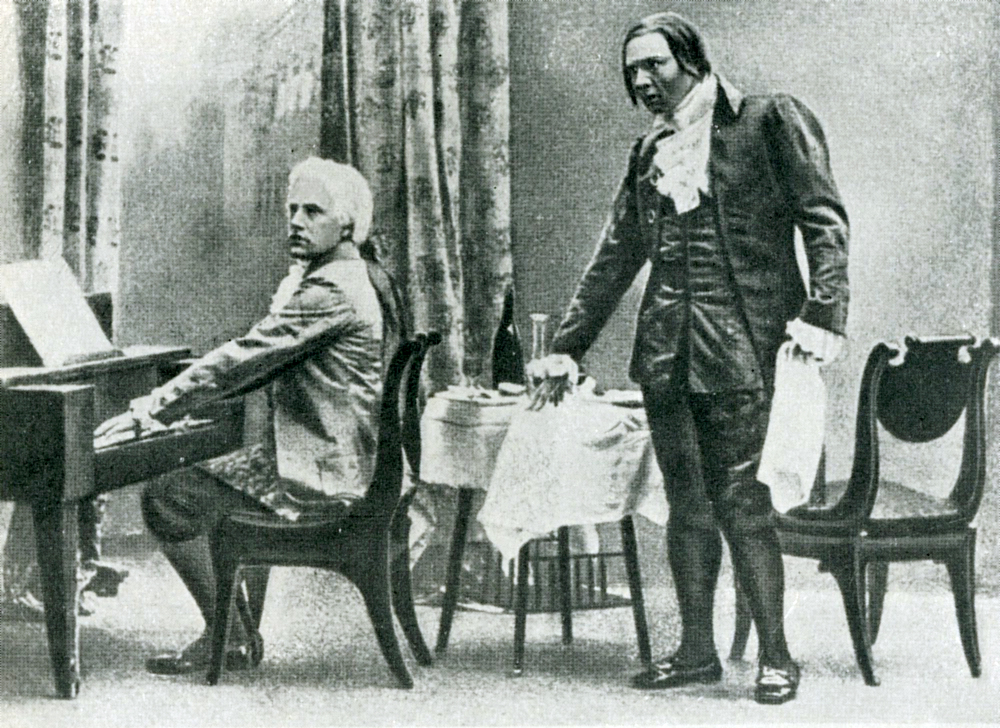
Vasiliy Shkafer als Mozart und Fjodor Schaljapin als Salieri (1898)

- 08. März: Die Uraufführung der Tondichtung Don Quixote von Richard Strauss erfolgt im Kölner Gürzenich mit dem Dirigenten Franz Wüllner. Sie basiert auf dem Roman Don Quijote de la Mancha des spanischen Autors Miguel de Cervantes und ist in Form einer Sinfonia concertante komponiert, mit einem Solocello, das die Figur des Don Quijote repräsentiert, sowie Bratschen-, Tenortuben- und Bassklarinetten-Solisten, die Sancho Pansa darstellen.
- 24. Mai: Uraufführung der Oper Fantasio von Ethel Smyth in Weimar.
- 28. Mai: Uraufführung des Romantischen musikalischen Dramas The Beauty Stone von Arthur Sullivan im Savoy-Theater, London
- 20. Oktober: In Frankfurt am Main wird die Musikalische Komödie Die Abreise von Eugen d’Albert nach der gleichnamigen literarischen Vorlage von August Ernst von Steigentesch uraufgeführt.
- 18. November: Die Uraufführung der musikalischen Tragödie Don Quixote von Wilhelm Kienzl findet in Berlin statt.
- 22. November: Uraufführung der Oper Iris von Pietro Mascagni in Rom.
- 07. Dezember: Uraufführung der Oper Mozart und Salieri von Nikolai Andrejewitsch Rimski-Korsakow in Moskau.

Weitere Bühnenwerksuraufführungen
- Sidney Jones: A Greek Slave (musikalisches Bühnenwerk)
- Adolf Müller junior: Der Blondin von Namur (Operette)

## Gründungen
- Internationale Musikgesellschaft – internationale Vereinigung führender Musikwissenschaftler und Musikinteressierter

## Geboren

### Januar bis Juni

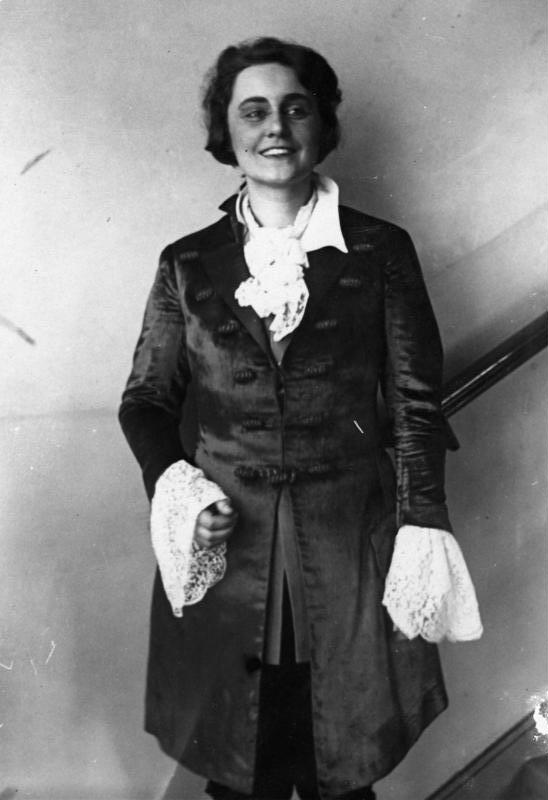
Martha Fuchs; * 1. Januar

- 01. Januar: Marta Fuchs, deutsche Konzert- und Opernsängerin († 1974)
- 01. Januar: Viktor Ullmann, österreichisch-tschechischer Komponist, Dirigent und Pianist († 1944)
- 07. Januar: Gerónimo Baqueiro Foster, mexikanischer Musikwissenschaftler und Komponist († 1967)
- 07. Januar: Al Bowlly, südafrikanischer Pop- und Jazzsänger († 1941)
- 10. Januar: Heinz Bischoff, deutscher Gitarrist, Lautenist, Herausgeber und Pädagoge († 1963)
- 17. Januar: Jerzy Lefeld, polnischer Komponist, Pianist und Musikpädagoge († 1980)
- 22. Januar: Jaroslav Pekelský, tschechoslowakischer Violinist, Komponist und Musikpädagoge († 1978)
- 26. Januar: Walter Frey, Schweizer Pianist und Musikpädagoge († 1985)
- 01. Februar: Juan Bautista Guido, argentinischer Bandoneonist, Bandleader und Tangokomponist († 1945)

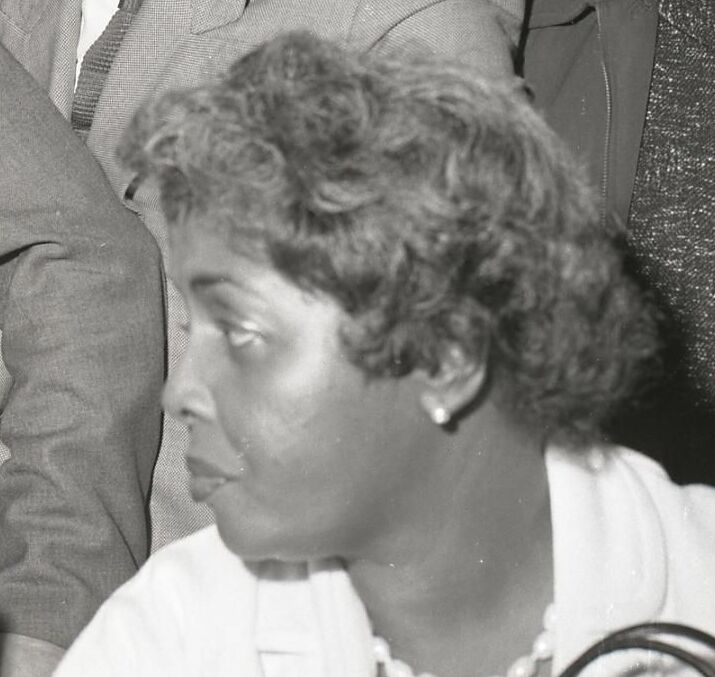
Lil Hardin Armstrong, * 3. Februar

- 03. Februar: Lil Hardin Armstrong, US-amerikanische Jazz-Pianistin, -Sängerin und -Komponistin († 1971)
- 05. Februar: Will Shade, US-amerikanischer Blues-Musiker († 1966)
- 06. Februar: Erna Sack, deutsche Sängerin (Sopran) († 1972)
- 07. Februar: Ladislav Stanček, slowakischer Komponist, Chordirigent und Organist († 1979)
- 12. Februar: Roy Harris, US-amerikanischer Komponist († 1979)
- 21. Februar: Irving Cohn, US-amerikanischer Songwriter († 1961)
- 25. Februar: Camille Bernard, kanadische Sängerin, Lehrerin und Schauspielerin († 1984)
- 27. Februar: Bronisław Rutkowski, polnischer Organist, Musikwissenschaftler und -pädagoge († 1964)
- 28. Februar: Sigismund Witt, deutscher Komponist, Pianist und Orchesterleiter († 1946)
- 01. März: Ernst Ketterer, deutscher Komponist und Chordirigent († 1969)
- 03. März: Humberto Viscarra Monje, bolivianischer Komponist († 1971)
- 04. März: René Leroy, französischer Flötist und Musikpädagoge († 1985)
- 06. März: Jo Vincent, niederländische Konzertsängerin und Gesangslehrerin († 1989)
- 11. März: Amédé Ardoin, US-amerikanischer Musiker († 1941)
- 14. März: Alfred Noller, deutscher Opern- und Theaterregisseur und Intendant († 1967)
- 16. März: Alina de Silva, peruanische Sängerin und Schauspielerin († 1972)
- 18. März: Ofelia Nieto, spanische Sängerin († 1931)
- 19. März: Hermann Zenck, deutscher Musikwissenschaftler († 1950)
- 23. März: Francisco De Caro, argentinischer Tangopianist und -komponist († 1976)
- 30. März: Ferdinand Wagner, deutscher Dirigent und Opernkapellmeister († 1926)
- 09. April: Julius Patzak, österreichischer Opern- und Liedsänger († 1974)

Paul Robeson; * 9. April

- 09. April: Paul Robeson, US-amerikanischer Schauspieler, Sänger, Sportler, Autor und Bürgerrechtler († 1976)
- 10. April: Robert Bouchet, französischer Maler und Gitarrenbauer († 1986)
- 10. April: Fred Hall, US-amerikanischer Musiker und Dirigent († 1954)
- 11. April: Robert d’Escourt Atkinson, britischer Astronom, Physiker und Erfinder († 1982)
- 11. April: Conny Méndez, venezolanische Schauspielerin, Malerin und Karikaturistin, Schriftstellerin und Komponistin und Begründerin des Movimiento de Metafísica Cristiana († 1979)
- 11. April: Henry Stuckey, US-amerikanischer Bluesmusiker († 1966)
- 14. April: Carlos Vega, argentinischer Musikethnologe († 1966)
- 14. April: Virginia Vera, argentinische Sängerin, Gitarristin, Komponistin und Schauspielerin († 1949)
- 15. April: Ria Ginster, deutsche Sängerin und Gesangspädagogin († 1985)
- 15. April: Flemming Weis, dänischer Komponist († 1981)
- 17. April: Armand Hiebner, Schweizer Musikkritiker und Chorleiter († 1990)
- 10. Mai: Herbert Elwell, US-amerikanischer Komponist und Musikpädagoge († 1974)
- 11. Mai: Sven Nilsson, schwedischer Opern- und Konzertsänger († 1970)
- 12. Mai: Ernest Gagnier, kanadischer Cellist und Oboist († 1931)
- 15. Mai: Francisco Pracánico, argentinischer Tangopianist, Komponist und Bandleader († 1971)
- 21. Mai: Karel Hába, tschechischer Komponist († 1972)
- 22. Mai: Rito Selvaggi, italienischer Komponist, Dirigent und Musikpädagoge († 1972)
- 25. Mai: Mischa Levitzki, US-amerikanischer Pianist († 1941)
- 06. Juni: Ninette de Valois, irische Tänzerin des klassischen Balletts († 2001)
- 07. Juni: Gerhard Hoffmann, deutscher Musiker, Arrangeur und Orchesterleiter († 1955)
- 15. Juni: Thomas Armstrong, britischer Organist, Dirigent und Komponist († 1994)
- 16. Juni: Ella Flesch, ungarische Sopranistin und Opernsängerin († 1957)
- 19. Juni: Paul Müller-Zürich, Schweizer Komponist († 1993)
- 24. Juni: Olena Schurlywa, sowjetisch-ukrainische Dichterin, Sängerin und Lehrerin († 1971)
- 24. Juni: Alberto Spikin-Howard, chilenischer Mediziner, Pianist, Musikpädagoge und Schriftsteller († 1972)
- 29. Juni: Yvonne Lefébure, französische Pianistin († 1986)

### Juli bis Dezember

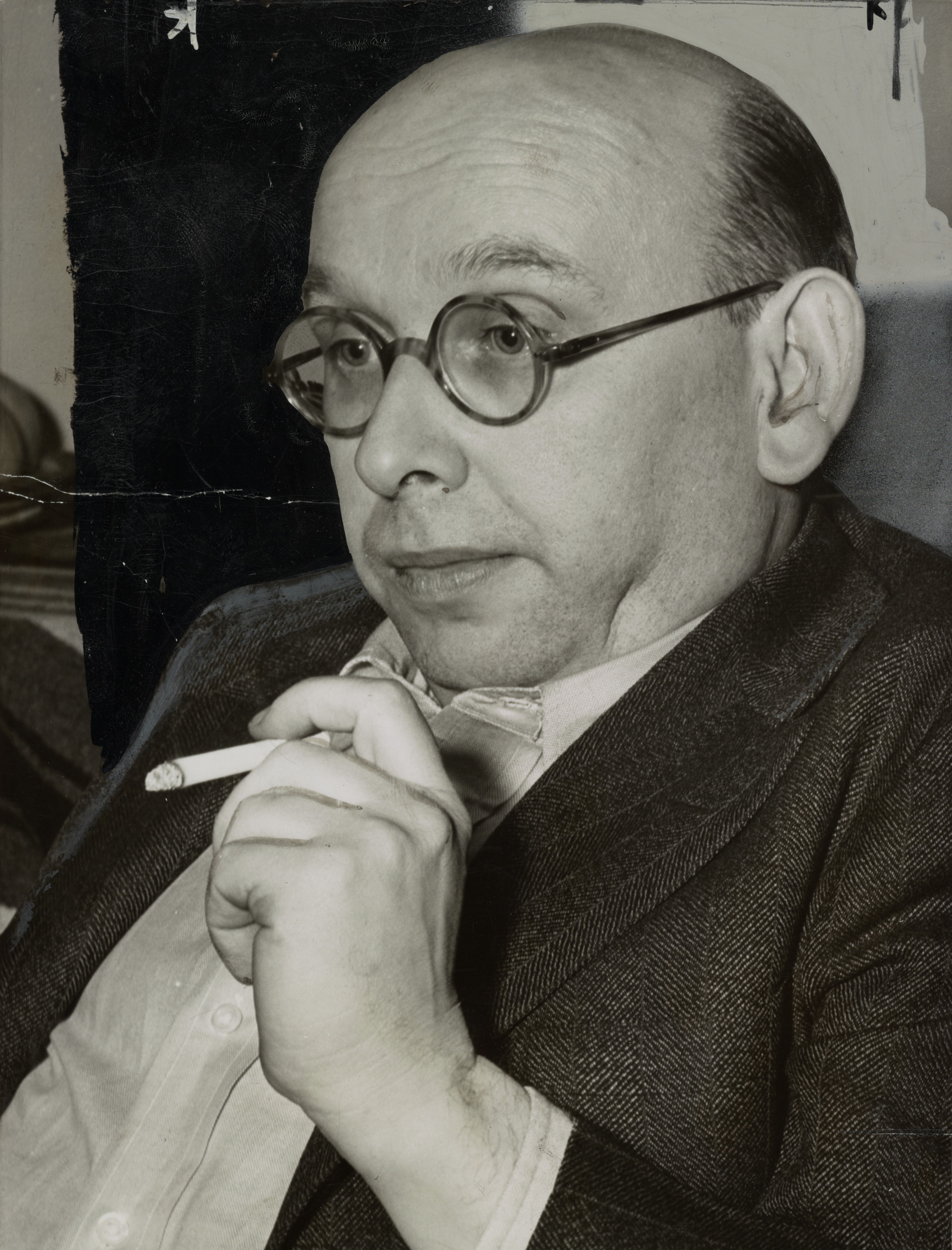
Hanns Eisler; * 6. Juli

- 06. Juli: Hanns Eisler, deutscher Komponist († 1962)
- 07. Juli: Germaine Malépart, kanadische Pianistin und Musikpädagogin († 1963)
- 09. Juli: Marcel Delannoy, französischer Komponist († 1962)
- 14. Juli: Karl Giebel, deutscher Opernsänger († 1959)
- 19. Juli: Juan Bautista Plaza, venezolanischer Komponist († 1965)
- 21. Juli: Sara Carter, US-amerikanische Country-Sängerin († 1979)
- 21. Juli: Ernest Willem Mulder, niederländischer Komponist und Musikpädagoge († 1959)
- 27. Juli: Lena Amsel, deutsche Tänzerin und Schauspielerin († 1929)
- 01. August: Maria Ley, österreichische Tänzerin († 1999)
- 04. August: Emanuel Winternitz, österreichischer Jurist und US-amerikanischer Musikwissenschaftler († 1983)
- 16. August: Sven Brandel, schwedischer Pianist († 1964)
- 18. August: Gaston Crunelle, französischer Flötist und Musikpädagoge († 1990)
- 24. August: Fred Rose, US-amerikanischer Country-Musiker, Komponist und Publizist († 1954)
- 28. August: Marcel Dick, ungarisch-US-amerikanischer Geiger und Komponist († 1991)
- 06. September: Boris Blinder, US-amerikanischer Cellist († 1987)
- 08. September: Ernesto De la Cruz, argentinischer Bandoneonist († 1985)
- 10. September: Therese Walther-Visino, deutsche Musikpädagogin und Naive Malerin († 1981)
- 12. September: Alma Moodie, australische Geigerin († 1943)
- 13. September: Bernard Etté, deutscher Kapellmeister, Instrument Violine († 1973)
- 13. September: Roger Désormière, französischer Dirigent († 1963)
- 14. September: Franco Abbiati, italienischer Historiker und Musikwissenschaftler († 1981)
- 17. September: Benedetto Mazzacurati, italienischer Violoncellist und Komponist († 1984)
- 22. September: Karl Pistorius, österreichischer Opernsänger († 1966)

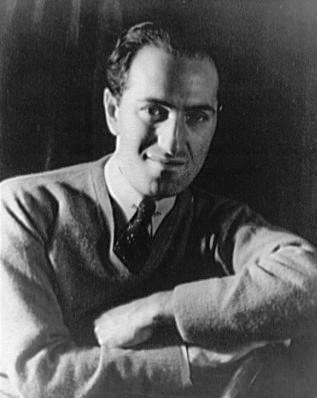
George Gershwin; * 26. September

- 26. September: George Gershwin, US-amerikanischer Komponist († 1937)
- 27. September: Vincent Youmans, US-amerikanischer Komponist († 1946)
- 01. Oktober: Karl Franz Rankl, österreichischer Dirigent und Komponist († 1968)
- 07. Oktober: Alfred Wallenstein, US-amerikanischer Dirigent und Cellist († 1983)
- 10. Oktober: Erich Gutzeit, deutscher Komponist, Arrangeur und Dirigent von Unterhaltungsmusik († 1973)
- 11. Oktober: Minotto Di Cicco, uruguayischer Bandoneonist und Bandleader († 1979)
- 15. Oktober: Hans Heller, deutscher Komponist († 1969)

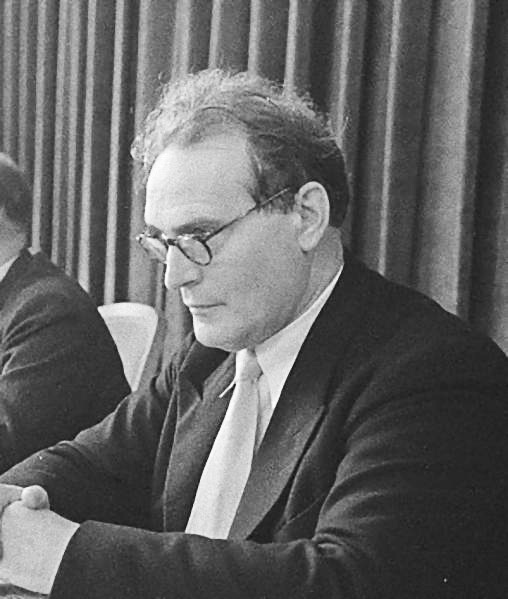
Günther Ramin; * 15. Oktober

- 15. Oktober: Günther Ramin, deutscher Organist, Chorleiter und Komponist († 1956)
- 17. Oktober: Shinichi Suzuki, japanischer Violinist († 1998)
- 23. Oktober: Roberto Emilio Goyeneche, argentinischer Bandleader, Tangopianist und -komponist († 1925)
- 24. Oktober: Emil Holz, Schweizer Zitherspieler, Gitarrist und Komponist († 1967)
- 27. Oktober: Emy Sommerhuber, österreichische Malerin und Pianistin († 1958)
- 01. November: Leopold Hager, österreichischer römisch-katholischer Augustiner-Chorherr und Propst († 1972)

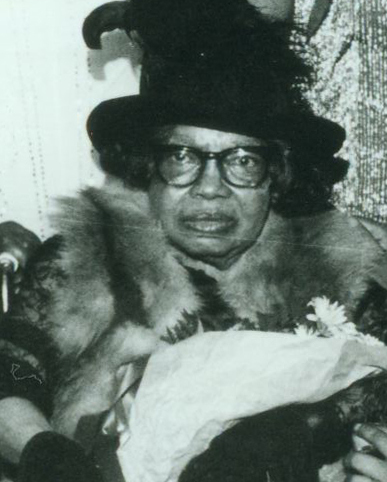
Sippie Wallace; * 1. November

- 01. November: Sippie Wallace, US-amerikanische Blues-Musikerin († 1986)
- 04. November: Else Thalheimer, deutsche Musikwissenschaftlerin († 1987)
- 17. November: Alfred Dubois, belgischer Geiger und Musikpädagoge († 1949)
- 17. November: Lew Alexandrowitsch Schwarz, sowjetischer Komponist († 1962)
- 24. November: Francisco Lomuto, argentinischer Bandleader, Tangopianist und -komponist († 1950)
- 01. Dezember: Agustín Magaldi, argentinischer Tangosänger und -komponist († 1938)
- 03. Dezember: Lew Konstantinowitsch Knipper, russischer Komponist († 1974)
- 04. Dezember: Reimar Riefling, norwegischer Pianist, Musikkritiker und Musikpädagoge († 1981)
- 11. Dezember: František Škvor, tschechischer Komponist, Dirigent und Pianist († 1970)
- 13. Dezember: Arkadie Kouguell, US-amerikanischer Pianist, Komponist und Musikpädagoge jüdisch-russischer Herkunft († 1985)
- 26. Dezember: Yvette Lamontagne, kanadische Cellistin und Musikpädagogin († 1992)
- 28. Dezember: Mischa Spoliansky, russisch-britischer Komponist († 1985)
- 29. Dezember: Jeanne Leleu, französische Komponistin († 1979)
- 30. Dezember: Cécile Staub Genhart, US-amerikanische Pianistin und Musikpädagogin († 1983)
- 30. Dezember: Erich Lange, deutscher Tontechniker († 1941)

### Genaues Geburtsdatum unbekannt
- Zula Pogorzelska, polnische Sängerin, Schauspielerin und Tänzerin († 1936)

## Gestorben
- 11. Januar: Gaetano Capocci, italienischer Kirchenmusiker, Organist und Komponist (* 1811)
- 15. Januar: Antoine François Marmontel, französischer Komponist (* 1816)
- 19. Januar: Emilie Culp, niederländische Sängerin (* 1868)
- 22. Februar: Emil Bürde, deutscher Theaterschauspieler und Sänger (* 1827)
- 13. März: Julius Schulhoff, österreichischer Pianist und Komponist (* 1825)
- 20. März: Aristide Hignard, französischer Komponist (* 1822)
- 25. März: Désiré Heynberg, belgischer Geiger, Musikpädagoge und Komponist (* 1831)
- 03. April: Julius Cabisius, deutscher Violoncellist und Musikpädagoge (* 1841)
- 15. April: Marie Le Seur, deutsche Theaterschauspielerin (* 1843)

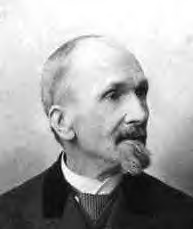
Louis Theodore Gouvy; † 21. April

- 21. April: Louis Théodore Gouvy, deutsch-französischer Komponist (* 1819)
- 03. Mai: Rudolph Friedrich Niemann, deutscher Pianist, Komponist und Musikpädagoge (* 1838)
- 13. Juli: Paul de Schlözer, russischer Pianist und Musikpädagoge deutscher Herkunft (* 1841 oder 1842)
- 18. Juli: Emil Hartmann, dänischer Komponist (* 1836)
- 20. Juli: Juri Arnold, russischer Komponist (* 1811)
- 21. Juli: Franz Arnfelser, österreichischer Komponist (* 1846)
- 06. August: Rudolf Löw, Schweizer Komponist und Organist (* 1832)
- 13. August: Adrien Barthe, französischer Komponist (* 1828)
- 16. August: Johanna Catharina Aarsse, niederländische Konzertsängerin (* 1811)
- 17. August: Carl Zeller, österreichischer Jurist und Komponist (* 1842)
- 21. August: Niccolò van Westerhout, italienischer Komponist (* 1857)
- 23. August: Julius Herz, deutsch-australischer Komponist, Organist und Musiklehrer (* 1841)
- 09. September: William Chatterton Dix, britischer Kirchenlieddichter (* 1837)

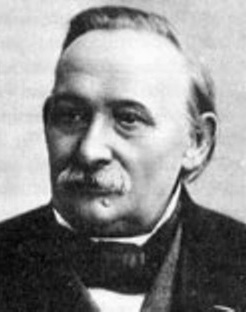
Franz Magnus Böhme; † 18. Oktober

- 09. September: Jean-Baptiste Labelle, kanadischer Organist, Pianist, Komponist und Dirigent (* 1825)
- 14. September: Adolphe Samuel, belgischer Komponist, Dirigent und Musikpädagoge (* 1824)
- 18. Oktober: Franz Magnus Böhme, deutscher Musiklehrer, Volksliedforscher und -sammler (* 1827)
- 28. Oktober: Johann Faistenberger, österreichischer Musiker (* 1840)
- 04. November: Charles Jerome Hopkins, US-amerikanischer Komponist (* 1836)
- 11. November: Friedrich Brenner, deutscher Chordirigent, Organist und Komponist (* 1815)
- 17. November: Philipp M. Schmutzer, österreichischer Musiker und Komponist (* 1821)
- 15. Dezember: Wilhelm Franz Speer, deutscher Komponist, Organist und Chordirigent (* 1823)
- 24. Dezember: Eugeniusz Pankiewicz, polnischer Komponist und Pianist (* 1857)
- 29. Dezember: Georg Goltermann, deutscher Cellist (* 1824)